# F91 Dudelange
F91 Dudelange je lucemburský fotbalový klub sídlící ve městě Dudelange. Byl založen roku 1991 sloučením klubů Alliance Dudelange, US Dudelange a Stade Dudelange. Domácím hřištěm je stadion s názvem Stade Jos Nosbaum s kapacitou 2 600 diváků.
Hraje Lucemburskou první fotbalovou ligu.
V ročnících 2018/19 a 2019/20 hrál tým základní skupinu Evropské ligy.

## Úspěchy
- Lucemburská liga
  - Vítěz (16): 1999–2000, 2000–01, 2001–02, 2004–05, 2005–06, 2006–07, 2007–08, 2008–09, 2010–11, 2011–12, 2013–14, 2015–16, 2016–17, 2017–18, 2018–19, 2021/22
- Lucemburský pohár
  - Vítěz (8): 2003–04, 2005–06, 2006–07, 2008–09, 2011–12, 2015–16, 2016–17, 2018–19